# عبدالله نینی
عبدالله نینی الشحی (انگلیسی: Abdullah Nini Al-Shehi؛ زادهٔ ۶ ژوئیهٔ ۱۹۹۰) یک بازیکن فوتبال است.